# 女の一生 (山本有三)
『女の一生』（おんなのいっしょう）は、『朝日新聞』において1932年10月20日から1933年6月6日まで連載された山本有三による小説である。1933年6月はじめの突然の作者の検挙により新聞紙上では完結せず、「母の愛」21節以降は書き下ろしで1933年8月末に脱稿されたものであり、その後中央公論社から同年11月3日に出版されている。同名で映画化もされている。

## 概要
第一部
物語は大正2年（1913年）ころから始まる。ヒロインの御木允子（まさこ）は地方の家の末っ子で、東京の女学校へ進む。兄の大介、その友人で東京外国語学校の江波昌二郎、友達の加賀美弓子、D大の糸野和哉などと、日光へ行ったり歌舞伎座へ行ったりして遊ぶ。允子は昌二郎が好きだが、糸野は弓子が好きだ。昌二郎が外交官試験に受かったら結婚しようと楽しみにしていると、昌二郎が弓子と婚約したと聞き、ショックを受ける。允子になじられても、弓子は傲然たる姿勢を崩さない。
允子は父の反対を押し切って医学校に進む。3年ほどたち、同窓の吉尾澄子と伊豆大島へ出かけると、ドイツ語教師の公荘徹爾と知り合い、三原山で遭難しそうになったことから公荘と親しくなり、允子が結婚制度に疑問を持っていると言うと、公荘も同意する。その後、2人で筑波山へ登った時に肉体関係をもってしまい、そのうち允子は妊娠する。公荘は堕胎を勧めるが、実は公荘には病弱な妻がいた。公荘が体面を気にしていると気づいた允子は、1人で産んで育てる決心をする。兄からは罵られるが、母だけが理解してくれ、母と2人で大森の家に住んで、男児を産み落とす。
第二部
子供は允男と名づけられる。允子は町医者の助手として勤め始めるが、それが堕胎をする悪徳医師であった。そこへ、昌二郎と結婚したが、その海外赴任中にほかの男の子を妊娠してしまった弓子が来て、允子は堕胎を手伝わされる。これが警察にばれるが、弓子は、允子は手を出していないと証言したため、允子は無罪となる。
そこへ公荘が、妻が死んだと言って現れ、允子と結婚して允男を育てていくが、そこにもさまざまな困難が待ち受けていた。

## 解説
「同伴者作家」と言われ、左翼的とされた山本が、女性の人生についてかなりリベラルな立場で書いたもので、題名はモーパッサンの長編小説　La Vie　を広津和郎が『女の一生』と訳したものからとっている。
作中の左翼運動に参加した一高生が検挙される場面が検事局によい印象を与えなかったらしく、作者は1933年6月初めに当局によって検挙されており、そのため、作品は未完で終わらざるを得なかった。前作『風』にも現れているように、山本有三は進歩的な思想運動に理解とある程度の共鳴を抱いており、シンパとしての疑いを持たれた可能性は濃厚であった。当時は作品の中絶が検挙のためとはっきり述べることができず、岩波書店の山本有三全集（1939年 - 1941年）の最終配本『新編 路傍の石』に付属している年譜には、この検挙のことは一切触れられていない。作者はほどなくして釈放され、その夏に、富士山のふもとの山中湖畔で「母の愛」21節以降を書き足して、同年11月、中央公論社より『女の一生』は刊行された。作品の最終章が「第二の出産」であるように、いわば第2の出産でこの世に出た作品である。

## 刊本
- 中央公論社　1933年
- 『山本有三全集 第5巻 （女の一生）』岩波書店　1940年
- 『山本有三文庫 [第1,2巻]』新潮社　1948年
- 新潮文庫 1951年
- 『山本有三作品集 第2巻 （女の一生）』創元社　1953年
- 『山本有三全集 第7巻 定本版』新潮社　1976年
- 三鷹市山本有三記念館文庫 2001年

## 映画

### 1955年版
1955年公開。松竹大船配給。

#### キャスト
- 御木允子：淡島千景
- 公荘：上原謙
- 加賀見弓子：草笛光子
- 江波昌二郎：菅佐原英一
- 允男：田浦正巳
- 父：小林十九二
- 母：浦辺粂子
- 兄・大介：須賀不二夫
- 澄子：小林トシ子
- 青島：鈴木彰三
- 青島の妹・みどり：野添ひとみ
- 青島の母：村瀬幸子
- 沢井：明石潮
- 院長：信欣三
- 警部補：加東大介、稲川忠完
- 刑事：浜田寅彦、諸角啓二郎
- 若者：永井達郎

#### スタッフ
- 監督：中村登
- 脚色：水木洋子
- 撮影：生方俊夫
- 美術：浜田辰雄
- 音楽：黛敏郎